# Hiram II
Hiram II (Hi-ru-mu) va ser un rei fenici de Tir de l'any 737 aC al 729 aC aproximadament.
El seu nom apareix en una llista de reis tributaris del rei d'Assíria Teglatfalassar III l'any 738 aC, però això podria ser un error de les llistes assíries, ja que en aquell any, el seu predecessor, Etbaal II, també consta com a rei tributari, i en realitat el tribut l'hagués pagat el 737 aC. Aquest rei no s'ha de confondre amb Hiram I "rei dels sidonis", com l'anomena la Bíblia, i que també havia pagat tribut a Assíria en una època anterior, encara que alguns estudiosos pensen que les relacions entre Hiram I i el rei Salomó s'haurien de situar en unes dates més tardanes, i que en realitat s'haurien donat entre Hiram II i el rei d'Israel Acaz.
L'any 733 aC o 732 aC, Hiram II es va aliar amb el rei Rezin de Damasc, però els dos reis van ser derrotats per Teglatfalassar III. El rei assiri va privar a Hiram del seu domini sobre Sidó, que va entregar a Elulaios. Hiram II tenia agents comercials a Xipre, d'on rebia el mineral de coure extret de les mines d'Amathus i Limassol.
L'any 729 aC Mattan II va deposar Hiram i es va proclamar rei de Tir. L'any següent, el 728 aC, va dipositar un gran tribut davant del rei d'Assíria perquè li reconegués la usurpació.